# Distrito electoral de Elba (condado de Howard, Nebraska)
Elba (en inglés: Elba Precinct) es un distrito electoral ubicado en el condado de Howard en el estado estadounidense de Nebraska. En el Censo de 2010 tenía una población de 279 habitantes y una densidad poblacional de 4,03 personas por km².

## Geografía
Elba se encuentra ubicado en las coordenadas 41°16′48″N 98°35′20″O / 41.28000, -98.58889. Según la Oficina del Censo de los Estados Unidos, Elba tiene una superficie total de 69.3 km², de la cual 68.66 km² corresponden a tierra firme y (0.92%) 0.63 km² es agua.

## Demografía
Según el censo de 2010, había 279 personas residiendo en Elba. La densidad de población era de 4,03 hab./km². De los 279 habitantes, Elba estaba compuesto por el 97.49% blancos, el 0.36% eran afroamericanos y el 2.15% pertenecían a dos o más razas. Del total de la población el 1.79% eran hispanos o latinos de cualquier raza.